# Myndos

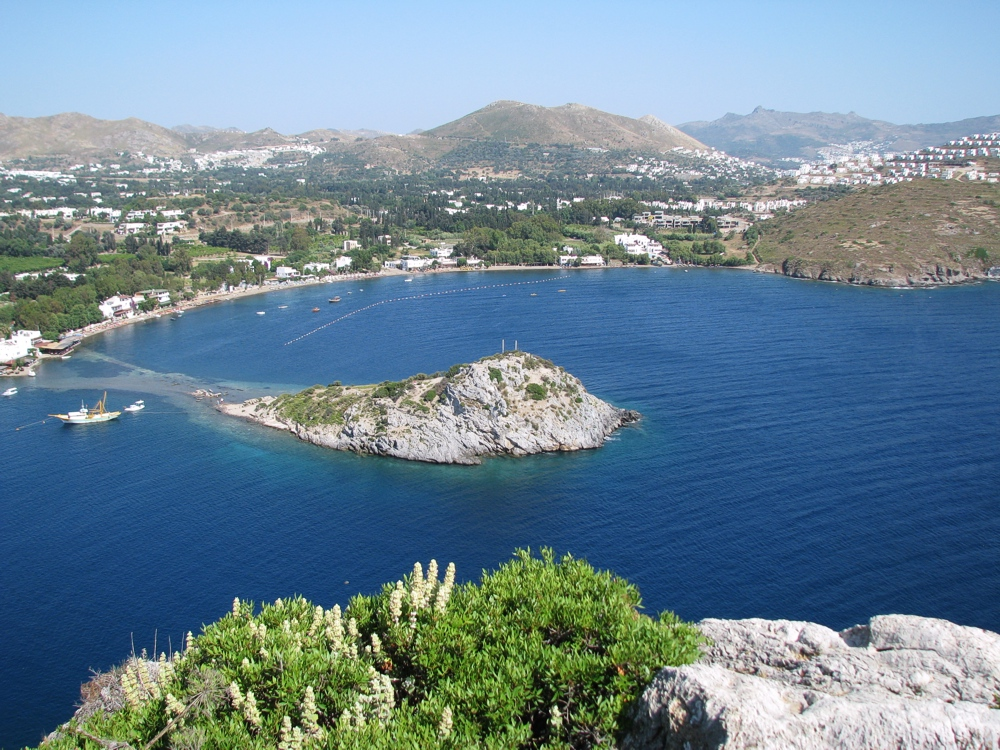
Südlicher Teil der Hafenbucht von Myndos mit Blick auf die Hasen-Insel (Tavşan Adası, Gümüşlük)

Myndos (altgriechisch Μύνδος, lateinisch Myndus) ist der Name einer antiken Stadt in der historischen Landschaft Karien im Südwesten Kleinasiens, etwa 20 km westlich von Halikarnassos (heute Bodrum) auf der gleichnamigen Halbinsel in der Ägäis. Etwa ein Drittel der ehemals von einer Stadtmauer umgebenen Fläche ist heute von der türkischen Stadt Gümüşlük überbaut.

## Geographie
Myndos wurde zunächst als Höhensiedlung gegründet, dann aber in die Ebene an eine Bucht der Ägäis verlegt, die ein natürliches Hafenbecken bildet. In der Mitte der Bucht liegt eine (Halb-)Insel (türk. Tavşan Adası Hasen-Insel), die durch eine heute wenige Zentimeter unter Wasser liegende Mauer mit dem Festland verbunden war. Dadurch konnte die Einfahrt zum Hafen besonders einfach geschützt werden. Direkt an der Küste erhebt sich die Landschaft in ein hügeliges Bergland.

## Mythos und Geschichte
Myndos wird von einigen antiken Autoren erwähnt. Die jeweiligen Ausführungen fallen dabei stets knapp aus, was daran gelegen haben könnte, dass die Stadt keine große politische Bedeutung hatte.
Myndos soll als Höhensiedlung von griechischen Siedlern aus Troizen, dessen Hafen ca. 50 km Seeweg von Athen entfernt lag, gegründet worden sein. Die Stadt muss schon früh einen Hafen gehabt haben, der möglicherweise 3,5 km vom Siedlungsplatz entfernt an der Küste lag.
Folgerichtig wurden Schiffe auch für kriegerische Auseinandersetzungen ausgestattet.
Beispielsweise berichtet Herodot über die Teilnahme einer Trireme auf persischer Seite am Versuch, im Jahr 500 v. Chr. die Insel Naxos einzunehmen. Der Schiffsführer mit dem griechisch-karischen Namen Skylax (mit dem Wortstamm Hund also etwa „Alter Hund!“) soll nachts keine Schiffswache aufgestellt haben. Der Streit um seine Bestrafung soll der Anlass für den Ionischen Aufstand gewesen sein.
Mindestens in den Jahren 453/452 bis 421/420 war Myndos Mitglied im attisch-delischen Seebund. Der Tribut in Höhe von 750 Drachmen war relativ gering, was z. B. daran gelegen haben könnte, dass Myndos stattdessen Schiffe stellte oder eine geringe politische Bedeutung hatte.
Für die Seeschlacht von Aigospotamoi im Jahr 405 v. Chr. stellte Myndos (mindestens) eine Trireme mit dem Kommandeur Theopompos, die auf der siegreichen Seite Spartas unter Lysander gegen Athen teilnahm. In Delphi wurde als Erinnerung an den Sieg ein Figurenensemble gestiftet, das auch eine Statue des Theopompos von Myndos umfasste.
Die (späteren) nicht Griechisch sprechenden lelegischen Bewohner entgingen zwar 362 v. Chr. einer Umsiedlung durch Maussolos in seine Regierungsstadt Halikarnassos, ihr Wohnort wurde jedoch direkt zum Hafen verlegt. Der Siedlungsplatz an der Küste wurde dafür mit einer großzügig ausgelegten Mauer umgeben. Angesichts der offensichtlich unverhältnismäßig großen Stadttore soll der Kyniker Diogenes den Ausspruch „Bürger von Myndos, schließet euer Tor, sonst wandert euch die Stadt aus“ geprägt haben. Beide Städte, „Myndos“ (altgriechisch Μύνδος) und „Alt-Myndos“ (Παλαιά Μύνδος), könnten zeitweise gleichzeitig bewohnt worden sein.
Arrian behauptet, Alexander der Große habe Myndos im Jahr 334 v. Chr. vergeblich belagert: Während der Belagerung von Halikarnassos wurde Alexander zugetragen, dass sich Myndos ergeben würde, wenn er nachts vor dessen Toren erschiene. Er zog deshalb einen Teil des Belagerungsheeres von Halikarnassos ab und begab sich nach Myndos. Die Myndier ergaben sich aber nicht, sondern verteidigten die Stadt mit auf dem Seeweg herbeigeholten Verstärkungstruppen aus Halikarnassos. Alexander ließ einen Turm an der Stadtmauer unterminieren, was diesen zum Einstürzen brachte, aber die Mauer hielt stand. Daraufhin zog Alexander ab. Erst im folgenden Jahr 333 v. Chr. gelang es Alexanders Generälen Ptolemaios und Alessandros, die Stadt einzunehmen.
Im Jahr 308 v. Chr. nutzte Ptolemaios I. den Hafen der Stadt und sie blieb im 3. Jahrhundert v. Chr. meist ptolemäisch.
Ab 200 v. Chr. ging der Einfluss der Ptolemäer im Ägäisraum sukzessive zurück. Im Verlauf des Fünften Syrischen Krieges bzw. des zeitgleich stattfindenden Zweiten Makedonisch-Römischen Krieges entfernte sich Myndos von der Einfluss-Sphäre Ägyptens. Es wurde 197 v. Chr. durch Rhodos, einen Alliierten Roms, militärisch gegen Angriffe durch Antiochos III. aus Persien beschützt. In einem Friedensvertrag zwischen Milet und Magnesia wird Myndos 196 v. Chr. als Verbündeter von Rhodos erwähnt.
In diese Zeit fällt die Erwähnung des Ortsnamens von Myndos im deuterokanonischen 1. Buch der Makkabäer des Alten Testaments: Es wird ein römischer Schutzbrief für die Juden beschrieben, der an verschiedene Könige und Länder gerichtet war, darunter u. a. Myndos, Karien, Halikarnass (1 Makk 15,23 ).
Myndos wurde 133 v. Chr. durch Aristonikos erobert; dessen Vater hatte sein Reich (einschließlich Karien mit Myndos) testamentarisch Rom übereignet. Im Zuge Aristonikos’ Niederschlagung durch Rom wurde Myndos in die römische Provinz Kleinasien eingegliedert.
43 v. Chr. nutzte Cassius, einer der Caesar-Mörder, den Hafen von Myndos für die Vorbereitungen einer Invasion der Insel Rhodos, während Brutus in Lykien einen Kriegszug vorbereitete. Myndos wurde dann von Marcus Antonius, dem Gewinner der Auseinandersetzung, vorübergehend der rhodischen Verwaltung unterstellt (wohl um von dort Geld als Wiedergutmachung für die Kriegsschäden eintreiben zu können).
Myndos hatte eine größere jüdische Gemeinde und war in der byzantinischen Zeit Sitz eines christlichen Bischofs.

## Münzen

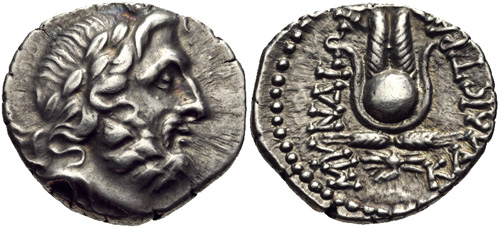
Silberne Drachme aus der Mitte des 2. Jh. v. Chr. aus 1996 Myndos-Hoard CH 9.522.

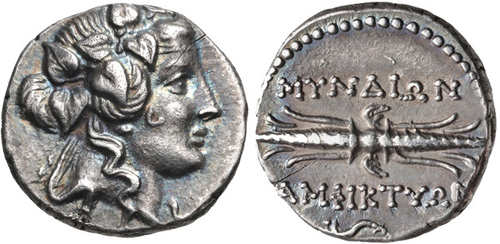
Silberne Hemidrachme aus der zweiten Hälfte des 2. Jh. v. Chr. aus CH 8.481

Ab dem zweiten vorchristlichen Jahrhundert sind Münzen aus Myndos belegt. Charakteristisch ist neben der Herkunftsangabe (ΜΥΝΔΙΩΝ) und dem Namen eines Magistrats die Abbildung des Kopfschmucks der ägyptischen Göttin Isis (Sonnenscheibe mit Hörnern, darauf zwei Federn) oder eines geflügelten Blitzbündels (Donnerkeil, als Symbol für Zeus) auf dem Revers sowie die Darstellung einer Gottheit (Kopf des Zeus bzw. Serapis, des Apollon, des Dionysos, auch Athene und Artemis) auf dem Avers. Die Münzen wurden zum Teil als Hortfund angetroffen:
| Jahr | Fundort    | Katalog   | aus Myndos                                   | wann geschlossen         |
| ---- | ---------- | --------- | -------------------------------------------- | ------------------------ |
| 1888 | bei Bodrum | IGCH 1352 | 6 Drachmen                                   | 2.-1. Jh. v. Chr.        |
| 1934 | in Karien  | CH 8.485  | 91 Drachmen, 8 Hemidrachmen, 71 Trihemioboli | ca. 100 v. Chr.?         |
| 1987 | unbekannt  | CH 8.481  | 188 Hemidrachmen                             | ca. 100 v. Chr.          |
| 1989 | unbekannt  | CH 8.482  | 22 Drachmen                                  | ca. 100 v. Chr.          |
| 1985 | unbekannt  | CH 8.495  | 5 Drachmen, 39 Hemidrachmen                  | ca. 100-75 v. Chr.       |
| 1996 | unbekannt  | CH 9.522  | ca. 300 Drachmen                             | ca. Mitte 2. Jh. v. Chr. |

| Auf den ca. 730 oben angegebenen Münzen finden sich 46 Namen von Magistraten: |                                                                                             |
| A                                                                             | Aigyptos, Alexandros, Amphiktyon, Apollodorus, Apollonios, Artemes                          |
| D                                                                             | Damo, Damogenes, Demetrios, Demopeithes, Demophon, Diodoros, Dion, Drakon                   |
| E                                                                             | Epigonos, Etearchos, Exekes                                                                 |
| H                                                                             | Hermogenes, Hermolykos, Herodoros, Hestiaios, Hierokles                                     |
| K                                                                             | Kallikles, Kallistratos                                                                     |
| M                                                                             | Menedemos, Menestratos, Menodoros, Menodotos, Menoites?, Menophilos, Metrodorus, Moiragenes |
| N                                                                             | Nikokles                                                                                    |
| P                                                                             | Peithias, Pheraios, Philippos, Philon, Pro[.]on                                             |
| S                                                                             | Sostratos, Straton, Symmachos                                                               |
| T                                                                             | Taurion, Theainetos, Theodoros, Theodotos, Theokles                                         |

Beachtlich ist das Vorkommen der Doppelaxt, hier als Attribut eines Hauptgottes der Karer, den die Griechen Ζεὺς Στράτιος (den kriegerischen Himmelsgott) nannten. Die Produktion von myndischen Silbermünzen wurde spätestens um 49 v. Chr. eingestellt. Es sind jedoch römisch-kaiserzeitliche Bronze-Münzen mit der Aufschrift ΜΥΝΔΙΩΝ gefunden worden.

## Bistum
In der Rangliste der Würdenträger der Ostkirche ist Myndos unter den letzten fünf der Eparchie Karia und jeweils drei bzw. vier Plätze nach Halikarnassos aufgeführt.
Für die Jahre 431 n. Chr. und 451 n. Chr. sind in den Akten der Konzile von Ephesos und Chalkedon Bischöfe aus Myndos als Teilnehmer vermerkt: Archelaos von Myndos und Alphios von Myndos. Für die Jahre 680 n. Chr. in Konstantinopel (III) und 787 n. Chr. in Nicäa (II) ist jeweils ein Joannes episc. Mindi aufgeführt.
In der römisch-katholischen Kirche wird seit 1729 der Titel Bischof von Myndos (als Titularbischof) vergeben.

## Archäologie
Die wissenschaftlich-archäologische Erkundung des Gebiets der heutigen Stadt Gümüşlük begann mit Reiseberichten u. a. von Charles Thomas Newton, John Linton Myres und William Roger Paton im 19. Jahrhundert. Systematische Ausgrabungen fanden in Myndos ab 2004 statt: zunächst durch das Museum für Unterwasserarchäologie in Bodrum, ab 2006 durch die Universität Bursa unter Leitung von Prof. Mustafa Şahin. Die Universität Hamburg beteiligte sich mit geophysikalischen Untersuchungen von 2011 bis 2014. Die Forschungsarbeiten wurden 2015 nach lokalpolitischen Auseinandersetzungen eingestellt.

### Lelegische Mauer
Die sogenannte lelegische Mauer erstreckt sich auf dem Bergrücken der Halbinsel Kocadağ, die den nördlichen Teil des Hafens von der Ägäis trennt. Şahin beschreibt die 2,75 m dicke Mauer als „aus größeren, wenig regelmäßig gefügten, polygonalen Blöcken eines harten Steins in Trockenmauertechnik errichtet“ ohne Fundierung und damit als eine kyklopische Mauer vom Typus III nach N. C. Loader. Diese Technik treffe man vor allem in Böotien und der Argolis an, womit eine Beziehung zu Troizen hergestellt wäre. Ein tiefer gelegener Teil der Mauer ist zum Teil mit späteren Befestigungen überbaut. Insgesamt umschließt sie einen möglichen Siedlungsbereich mit Felsvertiefungen, die vermutlich von Häusern stammen, sowie Spuren von Felsentreppen. Şahin vermutet hier den Ort von Alt-Myndos, den George Ewart Bean und John Manuel Cook (und andere) auf dem ca. 3,5 km landeinwärts gelegenen grauen Berg Bozdağ vermutet haben, denn dort finden sich neben Überresten einer „lelegischen“ Besiedelung ein Steinbruch sowie Anzeichen von historischem (Silber-)Bergbau. Andere Teile der Stadtmauer, beispielsweise an der östlichen Ecke (dort ist auch ein Turm), stammen aus der Zeit des Maussolos und sind aus Granit in pseudo-isodomer Technik gebaut.

### Hasen-Insel (Tavşan Adası)

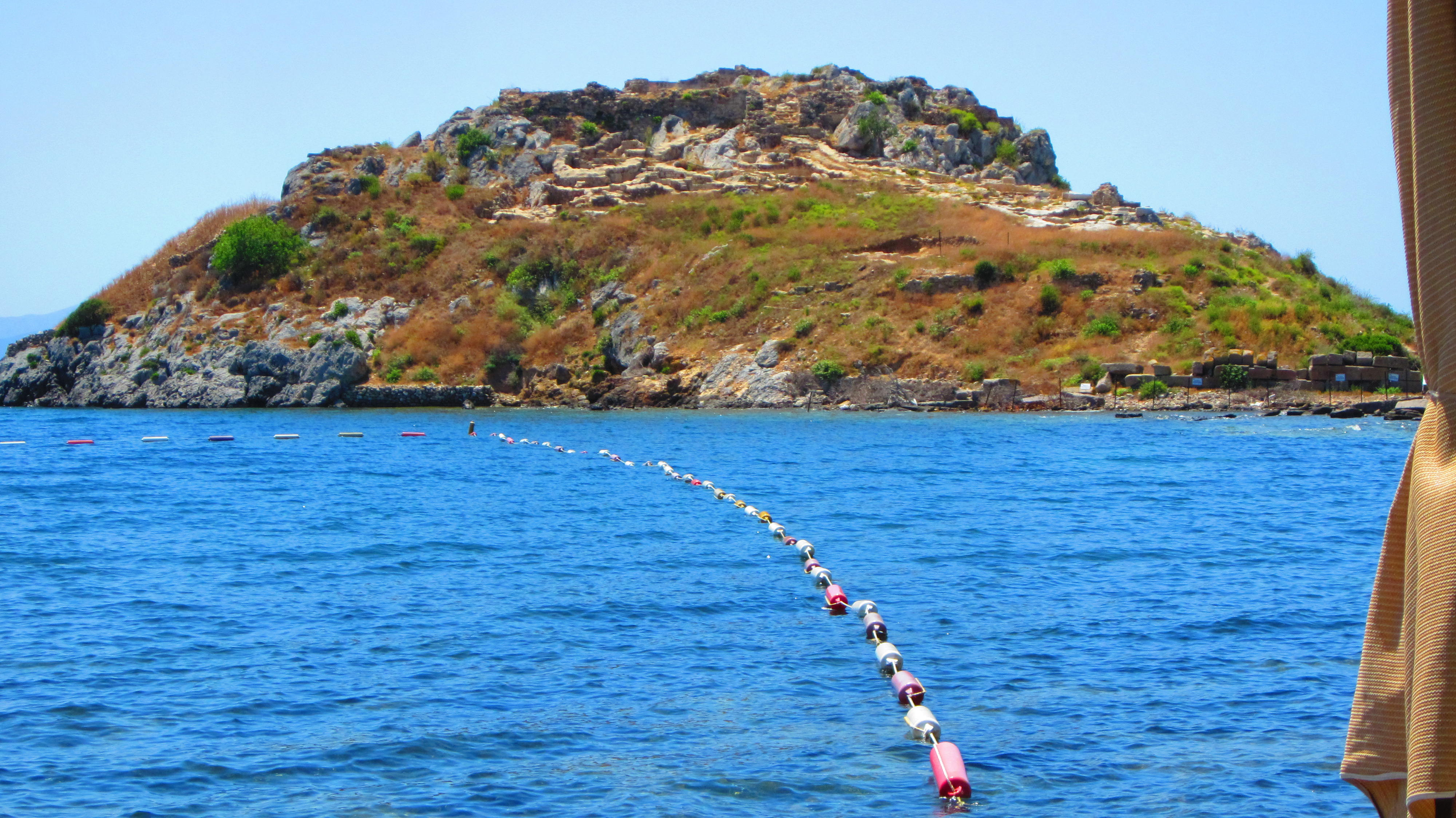
Blick auf die Hasen-Insel (Tavşan Adası) Ausgrabungen sichtbar

Durch Ausgrabungen 2009 und 2011 wurden Teile einer dreischiffigen Basilika freigelegt. Im mittleren Schiff ist ein ornamentaler Mosaik-Fußboden aus dem 5. Jahrhundert n. Chr. gut erhalten. Im nördlichen Abschnitt dieser Basilika fanden sich zwölf früh-byzantinische Gräber mit kleinen Grabbeigaben, darunter Münzen aus dem 8. Jahrhundert sowie Fragmente von einem Marmor-Fries mit einer Jagdszene mit Pferd und Löwe. Dabei wurde ein Grab gefunden, das lediglich acht Schädel enthielt, in einem davon waren zwei 6 bis 8 cm langen Nägeln eingeschlagen. Es wird angenommen, dass der Kopf nach der Hinrichtung zur Schau gestellt wurde und die Nägel als Befestigung dafür dienten. Es könnte sich dabei eventuell um christliche Märtyrer handeln. Die Ausgrabungen deuten darauf hin, dass die Kirche bis zur Zerstörung durch ein Erdbeben im 12. Jahrhundert benutzt, dann aber nicht repariert und aufgegeben wurde.
In der Nähe fand man rechteckige Vertiefungen, die als Zisternen gedeutet werden, sowie einen Küchenbereich mit Terrakotta-Fliesen und einem Tandur-Ofen.
Außerdem wurde in westlicher Richtung ein U-förmiger stark beschädigter Altar entdeckt, der über dem Hafen „thront“; sein Äußeres war möglicherweise ursprünglich mit Marmorplatten bedeckt.
Ein 2013 aufgefundener Marmor-Block trägt eine Weiheinschrift von Marcus Ulpius Traianus an Apollon Archegetes. Der genannte Marcus Ulpis Traianus könnte der spätere Kaiser Trajan sein oder dessen gleichnamiger Vater, der 79–80 n. Chr. Prokonsul der Provinz Asia war. Auf der Hasen-Insel war demnach schon in vorchristlicher Zeit ein Apollon-Archegetes-Tempel, der später zu einer Kirche umgebaut und weitergenutzt wurde.
Die Hasen-Insel ist mit dem Festland durch eine Mauer verbunden, die ursprünglich nicht unter Wasser gebaut wurde.

### Unterwasser-Funde
Im Unterwasser-Museum in Bodrum sind einige Funde aus dem Hafen von Myndos ausgestellt. Dazu gehören unter anderem mykenische Terrakota-Fragmente, ein Teil eines Kouros, eine hellenistische Grabplatte und Teile mit griechisch-römischen Inschriften. Es wurden auch intakte Amphoren ca. aus dem 4. Jahrhundert  geborgen.
Im Wasser um die Hasen-Insel (Tavşan Adası) finden sich „dichte Architektur-Massen“ darunter Keramik- und Amphoren-Scherben in größerer Zahl sowie mindestens eine Kanonenkugel aus Stein. Architekturteile (Steinblöcke, zum Teil Marmor) liegen auf den Scherben. Es wird vermutet, dass die Gebäude am Ufer durch ein oder mehrere Erdbeben zerstört worden sind und die Gebäudeteile dabei ins Wasser rutschten. Am Hafeneingang befinden sich in der Nähe des zum Teil aus dem Wasser ragenden Wellenbrechers größere Mengen an Amphoren-Scherben sowie zufällig verteilte Steinblöcke (bis 18 m tief).
Auf der gegenüberliegenden Seite des Hafeneingangs befindet sich eine Hafenmole, von der aus möglicherweise eine Kette zur Hasen-Insel gespannt werden konnte, um die Hafeneinfahrt zu versperren. Das Datum der Konstruktion wird auf das 5. Jahrhundert v. Chr. geschätzt.

### Wasserheiligtum
Eine Sichtungsgrabung in der Ebene nordöstlich des Hafens, in der das Zentrum der antiken Stadt vermutet wird, brachte 2006 unter anderem eine Wasserleitung zu Tage. Die Rohre liegen auf extra dafür verlegten, bearbeiteten Steinblöcken und sind mit einer dicken Schicht Gips umgeben. Die Wasserleitung endet möglicherweise an der sogenannten Hafenkirche, in der ein älteres Wasserheiligtum vermutet wird, weil darin orientalisierende KeramikFragmente gefunden wurden, die in die Zeit zwischen 740 und 700 v. Chr. datiert wurden. Unter Marmorfliesen befindet sich ein zumindest teilweise intaktes Mosaik.
Ein älterer Steinblock mit Inschrift wurde als Türschwelle wiederverwendet. Bei der Inschrift handelt es sich um ein Ehrendekret aus dem 2. Jahrhundert v. Chr. für Richter aus Myndos, die nach Stratonikeia gesandt wurden (ca. 80 km entfernt). Darauf findet sich erstmals in Myndos auch der Name der Stadt.

### Kaiserzeitliche Badeanlage

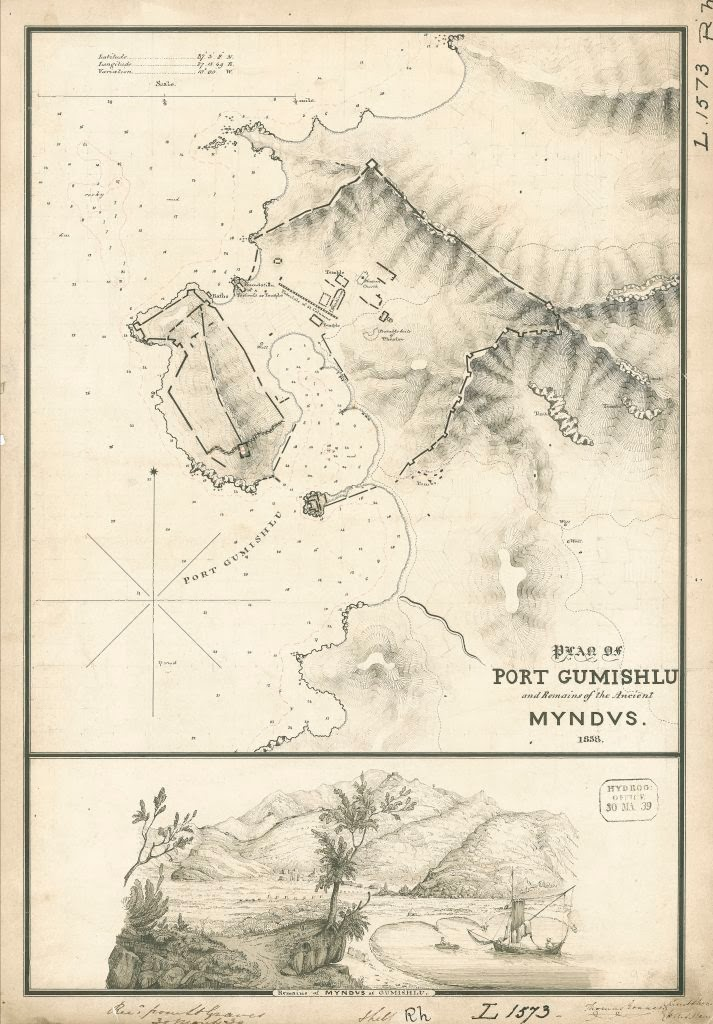
Plan des Hafens von Myndos mit Lageangaben zu antiken Mauern und Ruinen

In der Ebene nordöstlich des Hafens befindet sich die Ruine eines byzantinischen Bades (Hamam). Die nördliche Begrenzung des insgesamt 19 m langen und 6 m breiten Gebäudeteils bildet eine 7,30 m hohe, noch überwölbte Apsis. Die ehemals vorhandene Wandverkleidung aus Marmor wurde entfernt und in einem Ofen zu Kalk gebrannt, der praktischerweise im westlichen Gebäudeteil errichtet worden war. Reste der Wandverkleidung sind noch erkennbar. Es wurden auch kleinste Fragmente von Bodenmosaiken sowie von wasserfestem Putz gefunden. Etwa 100 m südwestlich stehen die Reste einer 16 m langen und 14 m breiten Kirche, die auf den Fundamenten und mit Baumaterial aus einem früheren Tempel (eventuell für Dionysos) gebaut worden war.

### Felsengräber
Die Ostnekropole erstreckt sich auf einer Fläche von 200 ha. Das Gebiet ist größtenteils in Privatbesitz und zum Teil von der heutigen Stadt überbaut. Es befinden sich dort in den Felsen eingetiefte Gräber z. B. mit als Spolie in eine Gartenmauer eingearbeiteten Altären.
Bei Straßenbauarbeiten im Jahr 2005 wurden drei unberührte Felsgräber entdeckt und mit einer Rettungsgrabung freigelegt. Die aufgefundenen Gegenstände (Unguentarien aus Glas und Terrakotta sowie eine Terrakottalampe) gestatteten die Datierung auf das 1. Jahrhundert n. Chr.
Während Bauarbeiten an der Straße nach Yalıkavak wurde 2010 eine Grabanlage im Bereich der östlichen Nekropole mit hellenistischen Felsengräbern entdeckt und teilweise zerstört. Nach Ende(!) der Bauarbeiten wurde 2013 eine Rettungsgrabung unter Emel Özkan (Bodrum Unterwasser-Museum) durchgeführt, die nicht näher beschriebene Keramikteile und Schmuck ergab. Die Gräber wurden wieder verschlossen und mit Asphalt bedeckt, damit die Straße wieder freigegeben werden konnte. Özkan wurde durch Politiker deswegen angegriffen.

### Säulenreihe
Die Karte Nr. 1573 der britischen Admiralität (UK Hydrographic Office) aus dem Jahr 1837 verzeichnet neben dem Stadion eine Reihe von 52 Säulen-Basen. Mindestens sieben davon sind noch im Gelände auszumachen (75 cm Durchmesser, 1,85 m Abstand). Schon 1857 berichtet Newton, dass das Stadion noch sichtbar, aber schon fast verschwunden war. In diesem Bereich fanden bisher keine Ausgrabungen statt. Eine geophysikalische Prospektion lieferte Anhaltspunkte für ein Theater in der Nähe. Das Theater konnte wegen mangelnder Finanzierung und politischer Unterstützung nicht freigelegt werden.

### Eklisia

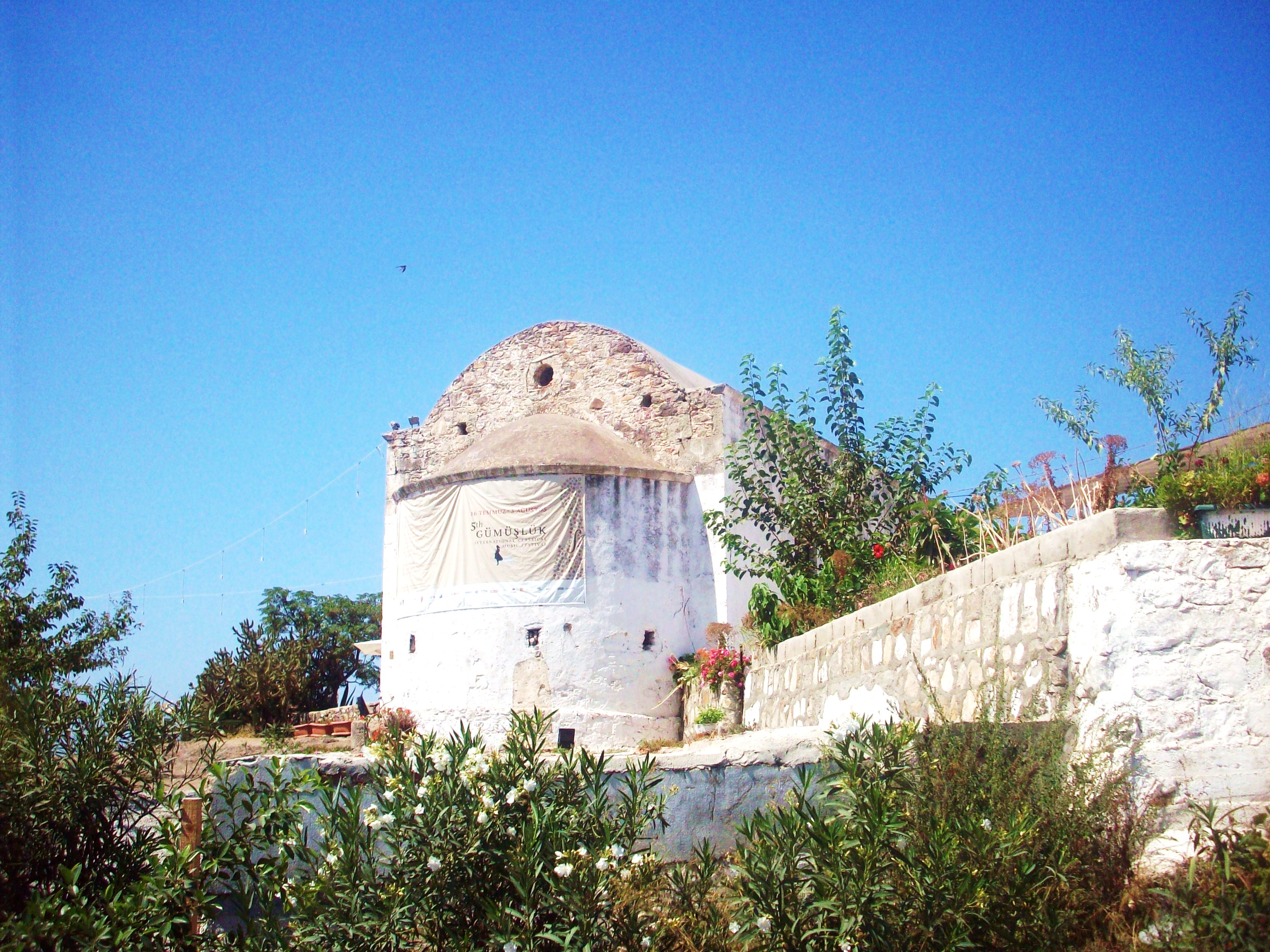
Kirche Eklisia

In der Nähe des Hafens befindet sich eine ehemalige Kirche, die „spätbyzantinisch“ genannt wird. Sie wird heute als Ausstellungsraum für lokale Künstler und als Konzertsaal genutzt.

## Sonstiges
- Dem antiken Schriftsteller Athenaios zufolge nannte der Kyniker Menippos von Gadara die Stadt Myndos im 3. Jahrhundert v. Chr. eine „Salzwasser-Trinkerin“ (ἁλμοπότις), weil ihr Wein mit Meerwasser vermischt war. Durch diese Art der Weinzubereitung soll der Konsum des Getränks keine Kopfschmerzen bereitet, dafür den Darm geöffnet, zu Flatulenzen geführt und bei der Verdauung geholfen haben.[52] Möglicherweise war die Quelle, aus der Menippos (und über ihn Athenaios) seine Information zu dem Wein aus Myndos hatte, die (nicht mehr erhaltene) önologische Abhandlung des Rufus von Ephesos.[53] Myndos gehörte gemeinsam mit der ganz in der Nähe gelegenen Stadt Halikarnassos zu den Vorreitern dieser Methode der Weinbehandlung, wohl weil im Raum Karien die Salzgewinnung eine besondere Rolle spielte.[54] Ab der Phase der späten römischen Republik kam mit Salzwasser behandelter Wein (οίνος τεθαλασσωμένος) im ganzen römischen Reich in Mode, besonders der Leucocoum genannte, der auf der Karien vorgelagerten Insel Kos produziert wurde.[55]

- Im Luna County, Bundesstaat New Mexico, USA, gibt es eine Geisterstadt namens Myndus ca. 30 km östlich von Deming an der Bahnlinie nach El Paso und der Interstate 10.

## Persönlichkeiten
- Skylax, Triarch unter Aristagoras von Milet und dem Verbündeten Perser Megabates bei der Belagerung von Naxos
- Theopompos, Nauarch unter dem Spartaner Lysander gegen Athen in der Seeschlacht bei Aegospotami. Alypos fertigte eine Statue von ihm.
- Apollonios, Grammatiker oder/und Astrologe
- Zenon, Grammatiker
- Alexander (auch Alexandros), griechischer Autor (u. a. Geschichte der Tierwelt)
- Alexon, griechischer Autor (Mythologie) evtl. identisch mit Alexander
- Eusebios, Neuplatoniker, Philosoph
- Pantaleon Demofontos, Sportler (Ringer od. Fünfkämpfer)[56]
- Theokles und sein Sohn Theogenes sowie Herophantos, Richter[57]
- Archelaus, Bischof, Teilnehmer am ök. Konzil 431 n. Chr. in Ephesos[28]
- Alphios, Bischof, Teilnehmer am ök. Konzil 451 n. Chr. in Chalkedon[29]
- Joannes ep. Mindi, Bischof, Teilnehmer am ök. Konzil 680 n. Chr. in Konstantinopel (III.)[30]
- Joannes ep. Mindi, Bischof, Teilnehmer am ök. Konzil 787 n. Chr. in Nicäa (II.)[30]